# Akiko Seki
Akiko Seki (関 鑑子) est une chanteuse japonaise née le 8 septembre 1899 à Tokyo et morte le 3 mai 1973 à Tokyo. Elle est généralement considérée comme la fondatrice du mouvement La Voix chantante du Japon (日本のうたごえ / うたごえ運動, Nihon no Utagoe / Utagoe-undō),,,.

## Biographie

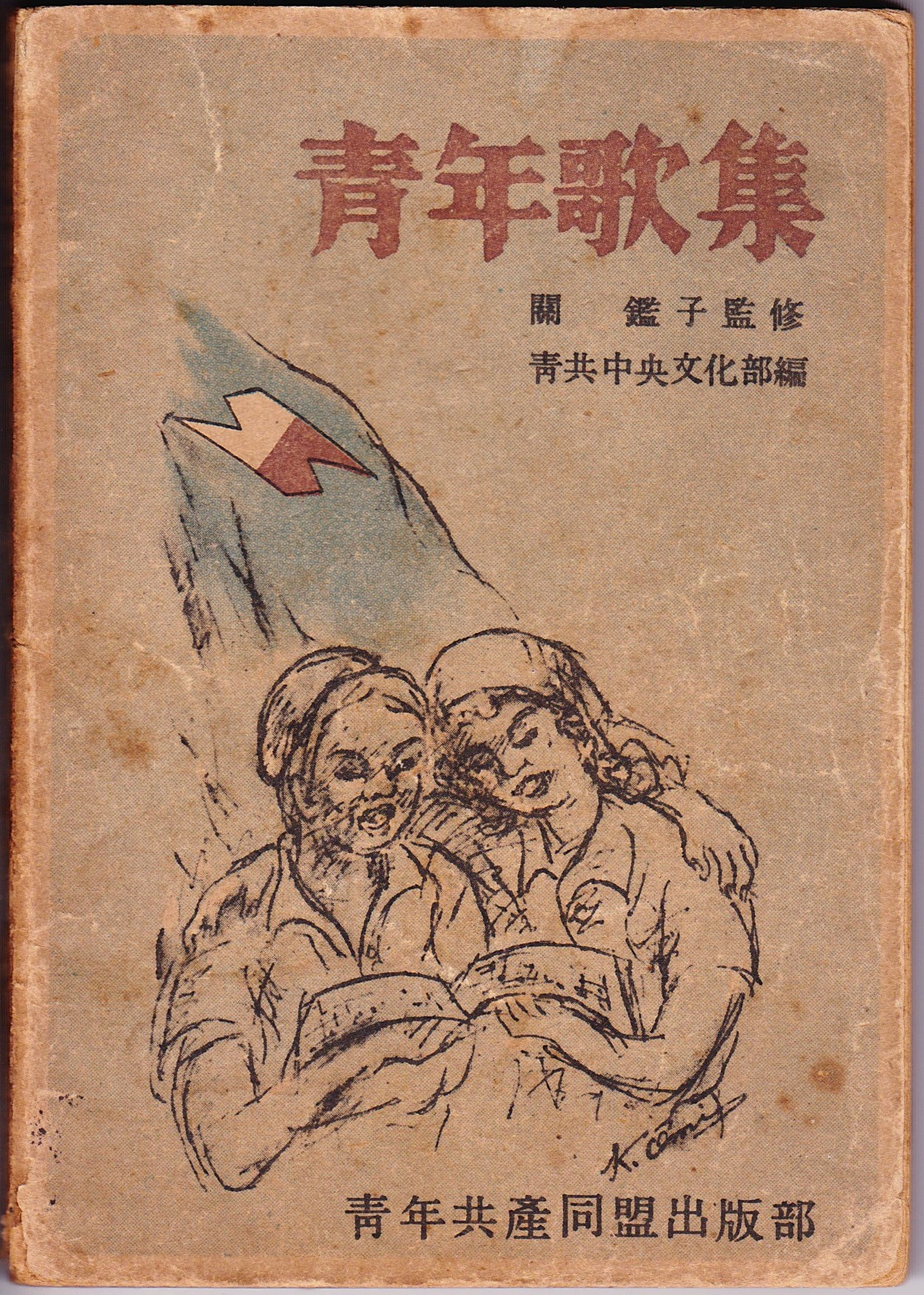
Couverture de la première collection de Chansons pur la jeunesse éditée par Akiko Seki (Tokyo, Typographie de la section culturelle de la Ligue de la jeunesse communiste du Japon, 1948)

- Mars 1921 : Akiko Seki est diplômée de chant artistique à l'école de musique de Tokyo 東京音楽学校 (Tōkyō Ongaku Gakkō?)[5].
- 1er mai 1946 : À la première première Journée des travailleurs d'après-guerre de Tokyo, elle dirige L'Internationale et la Chanson du drapeau rouge (Version japonaise de la chanson anglaise The Red Flag), et cette expérience l'a amené à la création d'un mouvement musical national de la classe ouvrière[6],[4].
- 10 février 1948 : Elle crée le Chœur de la Ligue de la jeunesse communiste du Japon (日本共産青年同盟 中央合唱団, Nihon-Kyōsan-seinen-dōmei Chūō-gassyōdan?) à Tokyo, comme le noyau du mouvement musical national de la classe ouvrière[1],[5].
- 20 décembre 1955 : Elle reçoit le Prix Staline pour la paix[4].

## Écrits
- Collection de Chansons pur la jeunesse 「青年歌集」 (Seinen-kasyū?) (Tokyo, Typographie de la section culturelle de la Ligue de la jeunesse communiste du Japon, 1948).
- Puisque je suis envoûtée de la voix chantante 「歌ごえに魅せられて」 (Utagoe ni miserarete?) (Tokyo, 1971)[7].